# موسیقی (فیلم ۱۹۹۲)
موسیقی (به هندی: Sangeet) فیلمی محصول سال ۱۹۹۲ و به کارگردانی کاسیناتونی ویسوانت است. در این فیلم بازیگرانی همچون جکی شروف، مادهوری دیکشیت، پاریکشیت سهنی، آریونا ایرانی، تیکو تالسانیا ایفای نقش کرده‌اند.